# スーザン・イザベル・デーカー
スーザン・イザベル・デーカー（Susan Isabel Dacre、1844年 – 1933年)は、ヴィクトリア朝時代のイギリスの画家である。

## 略歴
ウォリックシャーのレミントン(Leamington)で生まれた。サルフォードの修道院付属学校で学んだ後、1858年から1868年の間、パリで暮らし、初め学校で学んだ後、家庭教師(ガヴァネス)として働いた。1869年の冬はローマで過ごした後、パリに戻り、普仏戦争とパリ・コミューンを目撃した後、1871年にイギリスに戻り、マンチェスターの美術学校で美術を学び始め、1875年に賞を受けた。同じ頃、美術学校の学生となっていたアニー・スウィナートンと知り合い、一生を通じての友人となった。1874年に2人はローマに留学し、その後パリで学んだ。
パリでは1877年から1880年の間、アカデミー・ジュリアンで学び、同時期にアカデミー・ジュリアンで学んでいたウクライナ出身の画家、マリ・バシュキルツェフの出版された有名な『日記』にコンクールで一等を取った学生仲間としてふれられている。
サロン・ド・パリに何度か出展し、主に肖像画を描いた。ロンドンにしばらく滞在した後1883年にマンチェスターに戻った。マンチェスターでは別の女性画家、メアリー・モンクハウスと共同でスタジオを開いた。モンクハウスと運動して、1897年にデーカーはマンチェスター美術アカデミーの会員になることができ、モンクハウスは会計になった。
1887年にマンチェスターで開かれた女王在50周年記念展覧会に作品を展示し、画家のフォード・マドックス・ブラウンが会場に装飾画を描くのに協力した。
女性の地位向上のための活動でも知られ、アニー・スウィナートンとマンチェスター女性画家協会 (Manchester Society of Women Painters)を設立し、協会の会長を務めた。1885年から1895年の間はマンチェスター婦人参政権全国協会 (Manchester National Society for Women's Suffrage)の執行委員を務めた。マンチェスターの科学者で女性運動の活動家のリディア・ベッカーの肖像画（下図）はデーカーの代表作のひとつである。

## 作品

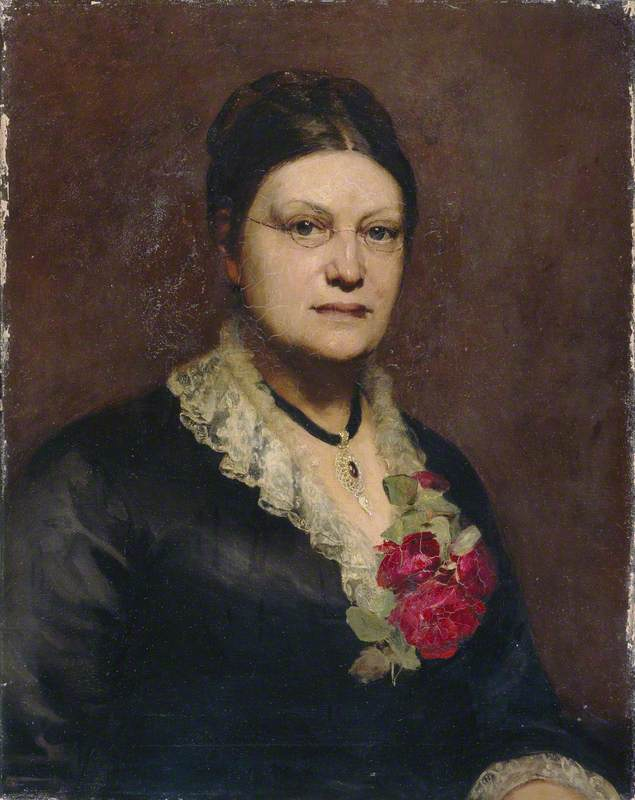
リディア・ベッカー
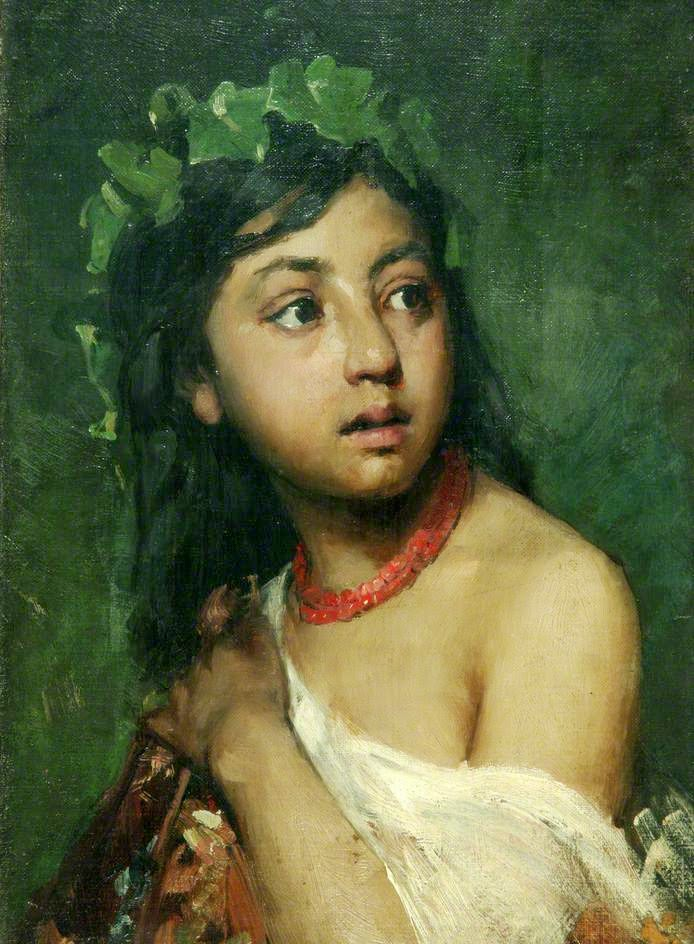
イタリアの少女
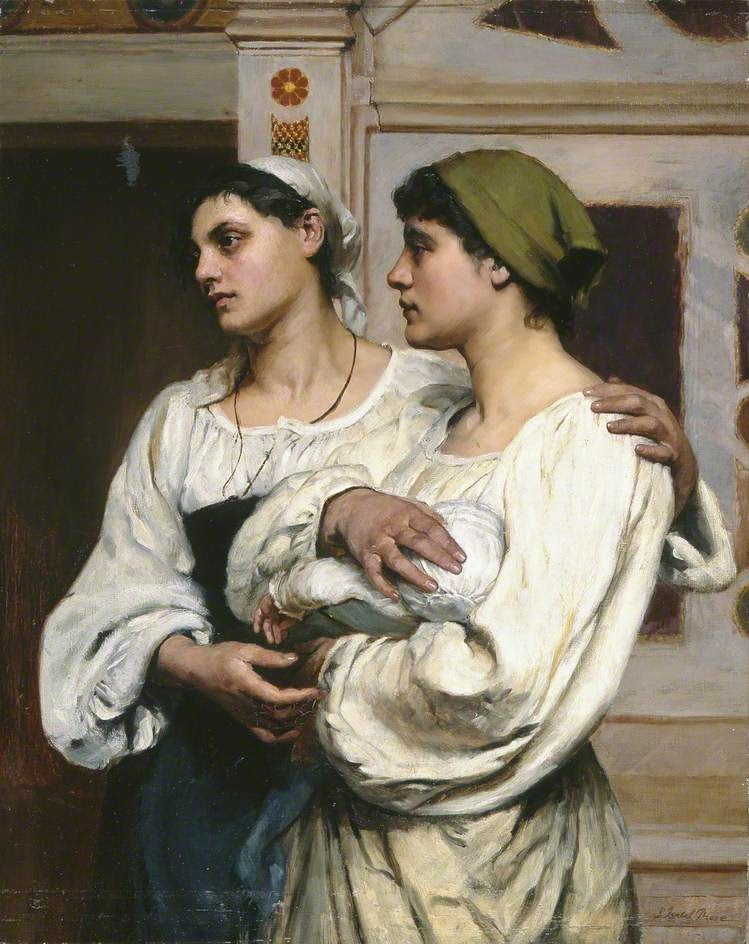
イタリアの女性たち
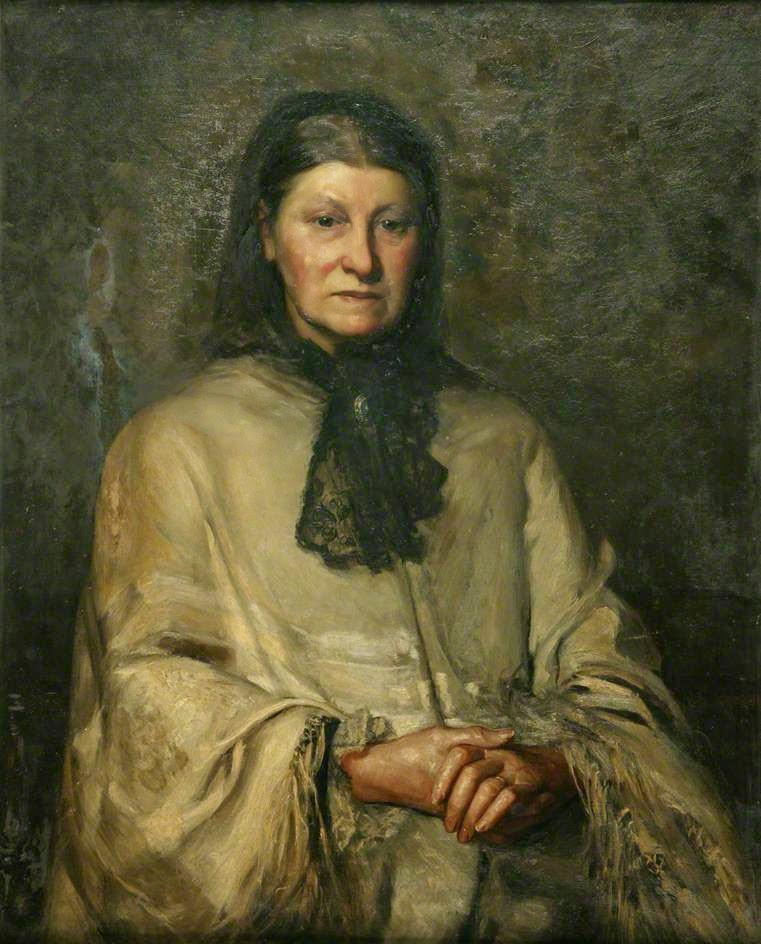
母親